# Al-Houz
Al-Houz (tiếng Ả Rập: الحوز, cũng đánh vần al-Huz) là một ngôi làng ở miền trung Syria, một phần hành chính của Tỉnh Homs, nằm ở phía tây nam của Homs. Nằm ở rìa phía nam của hồ Qattinah, các địa phương lân cận bao gồm Aqrabiyah ở phía tây nam, Arjoun và al-Qusayr ở phía đông nam, Kafr Mousa ở phía đông và al-GhassLocation ở phía đông bắc. Theo Cục Thống kê Trung ương (CBS), al-Houz có dân số 2.239 trong cuộc điều tra dân số năm 2004. Đó là một ngôi làng Alawite.